# Jules César, conquérant de la Gaule
Pour plus de détails, voir Fiche technique et Distribution.
Jules César, conquérant de la Gaule (titre original : Giulio Cesare, il conquistatore delle Gallie) est un film italien de Tanio Boccia sorti en 1962.

## Synopsis
Proconsul de Rome en Gaule, Jules César voudrait envahir la Bretagne après avoir pacifié la Gaule. Mais bientôt, le pays se soulève à nouveau et il décide de mener ses légions contre les hordes gauloises qui pillent et tuent tout sur leur passage. Contre l'avis du Sénat, César décide de prendre lui-même part à la bataille face à son ennemi Vercingétorix, ancien esclave affranchi par César lui-même et élu chef suprême de toutes les tribus gauloises. Le choc entre les deux chefs s'avère terrible.

## Fiche technique
- Titre original : Giulio Cesare, il conquistatore delle Gallie
- Réalisation : Tanio Boccia (sous le nom d'« Amerigo Anton »)
- Scénario : Arpad De Riso et Nino Scolaro d'après l'ouvrage La Guerre des Gaules de Jules César
- Directeur de la photographie : Romolo Garroni
- Montage : Tanio Boccia
- Musique : Guido Robuschi et Gian Stellari
- Costumes : Maria Luisa Panaro
- Production : Roberto Capitani et Luigi Mondello
- Affiche : Jean Mascii
- Genre : Péplum, Film d'aventure, Film biographique
- Pays :  Italie
- Durée : 104 minutes
- Date de sortie :
  - Italie : 27 septembre 1962 (Rome)

## Distribution
- Cameron Mitchell (VF : Jean-Claude Michel) : Jules César
- Rick Battaglia (VF : Jacques Dacqmine) : Vercingétorix
- Dominique Wilms : La Reine Astrid
- Ivica Prajer (VF : Michel Le Royer) : Claudius Valerius
- Raffaella Carrà (VF : Maria Tamar) : Publia
- Carlo Tamberlani (VF : Marc Cassot) : Pompée
- Cesare Fantoni (VF : Roger Carel) : Caius Oppius
- Giulio Donnini : Éporédorix
- Nerio Bernardi (VF : Louis Arbessier) : Marcus Cicéron
- Carla Calò (VF : Lucienne Givry) : Calpurnia
- Piero Palermini (VF : Roger Rudel) : Quintus Sabinus
- Bruno Tocci (VF : Michel Gudin) : Marc Antoine
- Aldo Pini (VF : Gabriel Cattand) : Quintus Cicéron
- Lucia Randi : Clélia
- Fedele Gentile : Publius Crassus
- Enzo Petracca : Titus Asius
- Alberto Manetti